# Maximianopolis
Maximianopolis (anciennement Adad-remmon) est une ville antique de Judée, au nord ouest de Samarie, dont le site est sur le village moderne de Lajjun. 
Cette ville prit le nom de Maximianopolis sous l'Empire romain en l'honneur de l'empereur Maximien.